# Kopidlno
Kopidlno (dt. veraltet: Copidlen, auch Kopidelau) ist eine Stadt in Tschechien. Sie liegt 13 Kilometer südwestlich von Jičín und gehört zum Okres Jičín.

## Geographie
Kopidlno befindet sich beiderseits des Flusses Mrlina, die östlich der Stadt die Schlossteiche speist.
Nachbarorte sind Bílsko im Norden, Pševes und Labouň im Nordosten, Vršce im Osten, Cholenice im Südosten, Budčeves im Süden, Mlýnec im Südwesten, Kamensko und Křešice im Westen sowie Ledkov im Nordwesten.

## Geschichte
Kopidlno wurde im Jahre 1322 als Besitz des Peter Kopidlanský erstmals urkundlich erwähnt. Um 1341 ließ Boček Kopidlanský neben der alten (oberen) Feste eine zweite errichten. Seit 1361 ist eine Pfarrschule überliefert. Kopidlno wurde seit dem 14. Jahrhundert als Städtchen bezeichnet. Die Kopidlanský von Kopidlno waren Anhänger der Lehre von Jan Hus und unterstützten Georg von Podiebrad bei seiner Wahl zum König. 1514 erhielt Kopidlno durch Vladislav II. die Stadtrechte verliehen. Unter dessen Nachfolger Ludwig erhielt die Stadt 1523 ein Wappen. 1527 erwarb Wenzel Haugwitz von Biskupitz die Stadt. Er ließ die neue Feste zum Renaissanceschloss umbauen und gab die obere Feste auf. 1559 folgte Christoph Robenhaupt von Sucha (Robmhap ze Suché) als Besitzer von Kopidlno. 1606 erwarb  Jan Rudolf Trčka von Lípa als Gläubiger des Balthasar Robenhaupt von Sucha Kopidlno und nach der Schlacht am Weißen Berg erhielt Albrecht von Waldstein 1624 die Güter. Nach dessen Ermordung folgte 1634 Siegmund Ludwig von Dietrichstein. 1638 tauschte dieser Kopidlno mit Heinrich Graf Schlick. 1667 brannte die Schule ab. Unter Franz Ernst Graf Schlick wurden die Herrschaften Kopidlno und Altenburg zu einem Familienbesitz zusammengeschlossen. Nach dessen Tod brach ein Erbstreit aus, der 1757 beigelegt wurde. 1843 lebten in Kopidlno 1235 Menschen. Nach der Aufhebung der Patrimonialherrschaften wurde Kopidlno 1848 zur selbständigen Stadt.
1906 starb der Schlossherr Erwin Graf Schlick ohne Nachkommen. Das Schloss erwarb die Familie Weißenwolf, von denen es ihre Tochter Henriette von Thurn und Taxis erbte. 1930 hatte die Stadt 2182 Einwohner. Die schmalspurige Zuckerfabriksbahn Kopidlno–Češov wurde stillgelegt.

## Ortsgliederung
Die Stadt Kopidlno besteht aus den Ortsteilen Drahoraz (Drahoras), Kopidlno, Ledkov (Ledkow), Mlýnec (Mlejnetz) und Pševes (Pschowes).

## Sehenswürdigkeiten
- Schloss Kopidlno mit Schlosspark, errichtet im 16. Jahrhundert, im 19. Jahrhundert für Erwin Graf Schlick im Neorenaissancestil umgebaut
- Kirche St. Jakob in Kopidlno, erbaut 1704–1705 durch Johann Blasius Santini-Aichl
- Kirche in Drahoraz

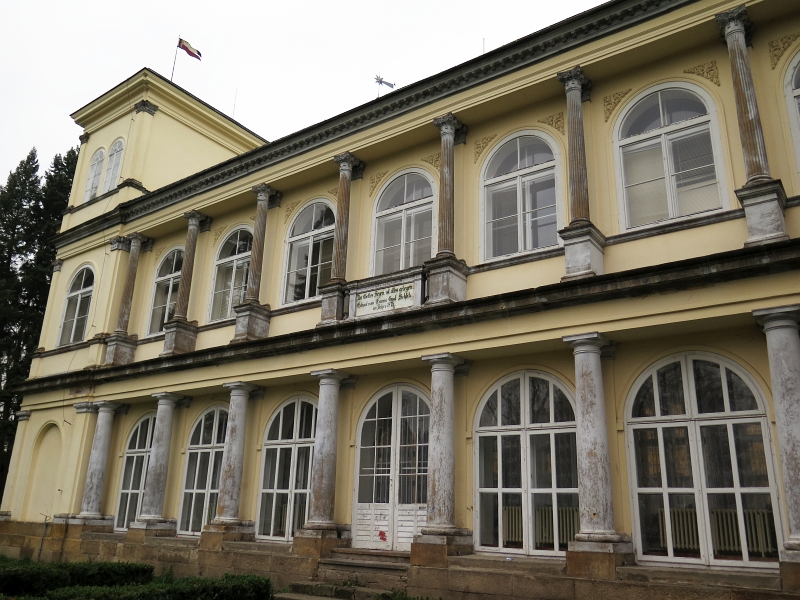
Schloss Kopidlno
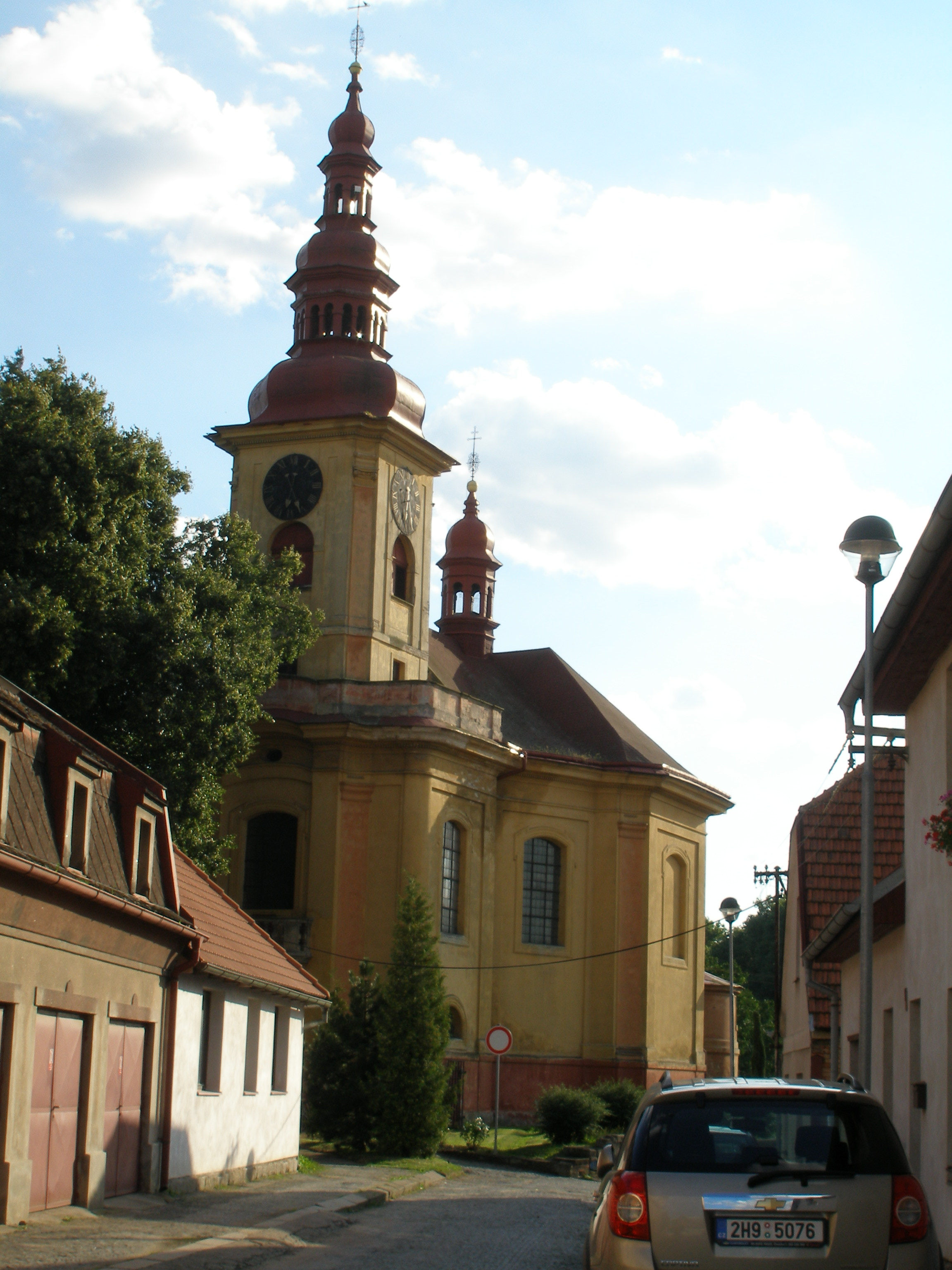
Kirche in Kopidlno
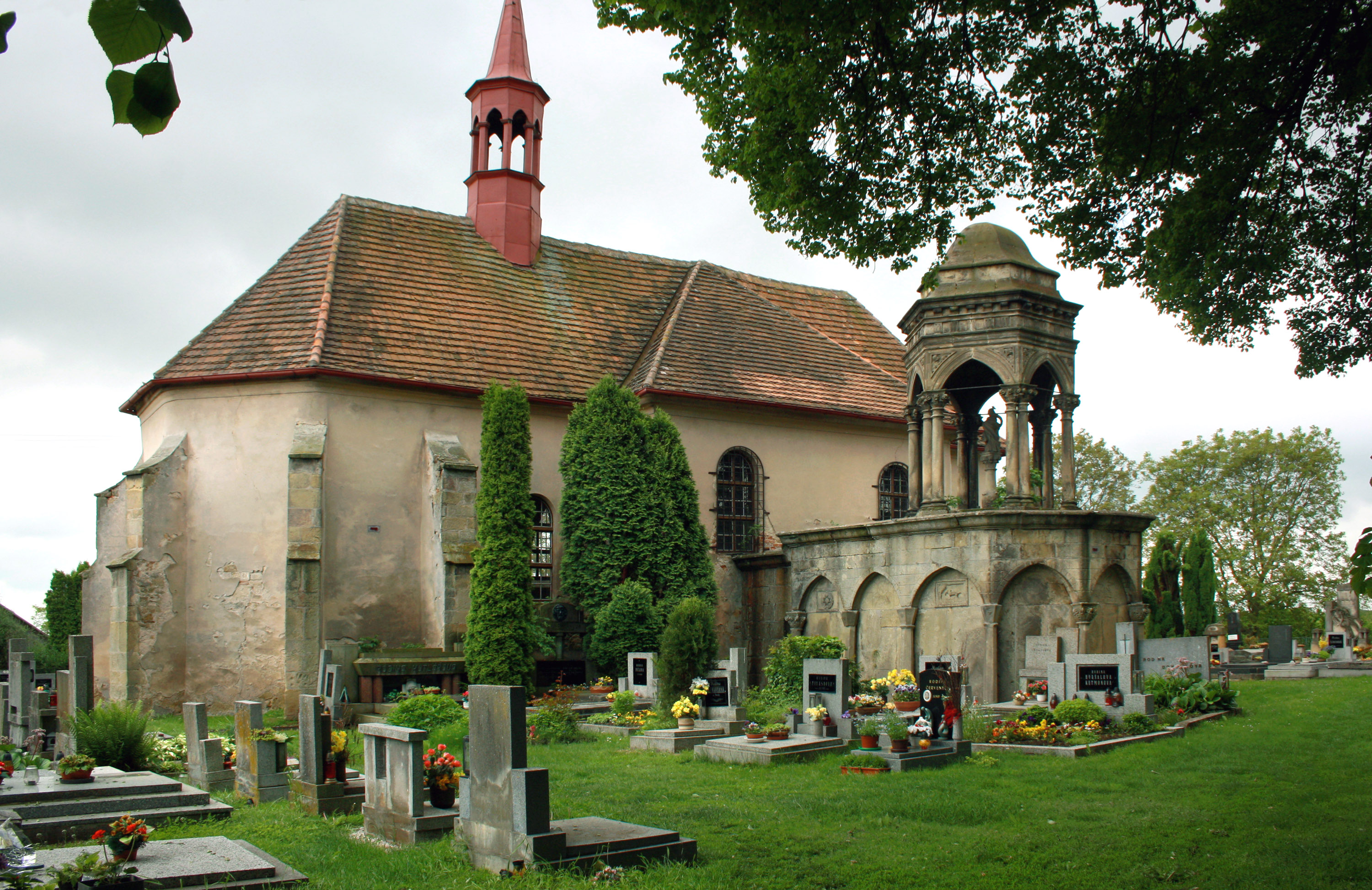
Kirche in Drahoraz
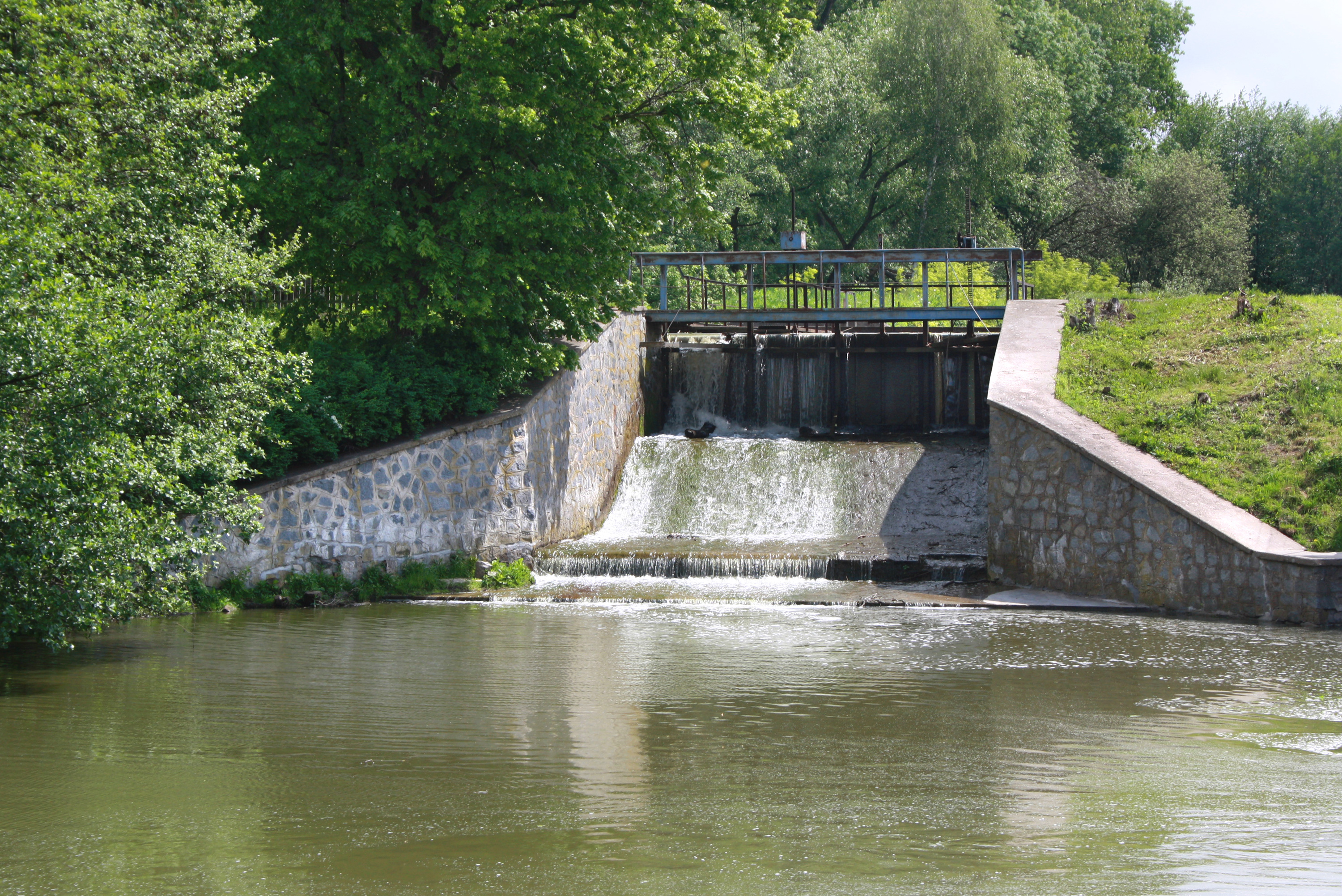
Mrlina

## Persönlichkeiten
- František Matěj Hilmar (1803–1881); der Komponist und Pädagoge lebte in der Stadt, er schuf die erste Polka, deren Noten im Druck erschienen.
- František Alois Vacek (1779–1854); der Theologe und Schriftsteller war Kaplan in Kopidlno.
- Josef Anton Steffan (1726–1797), Komponist, Hofpianist und Klavierlehrer der Kinder Maria Theresias
- Anna Honzáková (1875–1940); die Medizinerin war die erste an der medizinischen Fakultät der Karls-Universität promovierte Frau.
- Zdeněk Svěrák (* 1936); Schriftsteller und Schauspieler, verbrachte hier einen Teil seiner Kindheit